# Edoardo Goldaniga
Edoardo Goldaniga (ur. 2 listopada 1993 w Mediolanie) – włoski piłkarz występujący na pozycji obrońcy. Wychowanek Pizzighettone, w trakcie swojej kariery grał także w takich zespołach, jak Palermo, Pisa, Juventus, Perugia, Frosinone oraz Genoa. Młodzieżowy reprezentant Włoch.